# كلية جوردون الحكومية
كلية جوردون الحكومية هي كلية حكومية في راوندي، باكستان تأسست كمدرسة كنسية عام 1893. سميت باسم اندرو جوردن.

## التاريخ
يمكن تتبع تاريخ كلية جوردون إلى عام 1856 عندما أنشئت المدرسة الثانوية لقواعد اللغة المسيحية في راجا بازار بالقرب من الحرم الجامعي الحالي. كان هناك ستة مواد مقدمة في كلية متوسطة: التاريخ والفلسفة والرياضيات والإنجليزية والفارسية والسنسكريتية. في عام 1893، حولت إلى كلية وسميت باسم رئيس البعثة الأمريكية المشيخية، أندرو جوردون. في الوقت الذي بني فيه بعد التقسيم، كان خارج منطقة المدينة، مع تزايد عدد السكان، أصبحت الكلية الآن محاطة بالمباني التجارية والرسمية. إنها مزيج من المباني القديمة والحديثة وقد فقدت بعض الإشادة الأكاديمية في السنوات التي انقضت منذ أن أصبحت مؤسسة حكومية. في الأصل، أسست كمؤسسة خاصة تابعة للمسيحية. لها تاريخ طويل وأستاذ ومدير واحد يمثل أفضل تمثيل لذلك التاريخ: انضم رالف راندلز ستيوارت إلى كلية جوردون في روالبندي في عام 1911 لتعليم الابتدائي علم النبات وعلم الحيوان لطلاب ما قبل الطب. شغل منصب أستاذ في علم النبات (1917-1960) ومديرًا للكلية من 1934 إلى 1954. في عام 1972، أممت الكلية من قبل الحكومة وكانت الإدارة من الكنيسة وحولت إلى كلية حكومية.